# Rezervă valutară
Rezerva valutară sau valuta de rezervă, cunoscută și sub numele de monedă de rezervă (monedă ancoră), este o monedă străină deținută în cantități semnificative de băncile centrale sau de alte autorități monetare ca parte a rezervelor internaționale ale acestora. Valuta de rezervă poate fi utilizată în tranzacții internaționale, investiții internaționale și în toate aspectele economiei globale. Adesea este considerată o monedă puternică sau o monedă de refugiu.
Lira sterlină din Regatul Unit a fost principala monedă de rezervă a unei mari părți a lumii în secolul al XIX-lea și prima jumătate a secolului al XX-lea. Cu toate acestea, până la mijlocul secolului al XX-lea, dolarul american a devenit valuta de rezervă dominantă la nivel mondial. Nevoia mondială de dolari a permis guvernului Statelor Unite să se împrumute la costuri mai mici, oferind Statelor Unite un avantaj de peste 100 de miliarde de dolari pe an  .

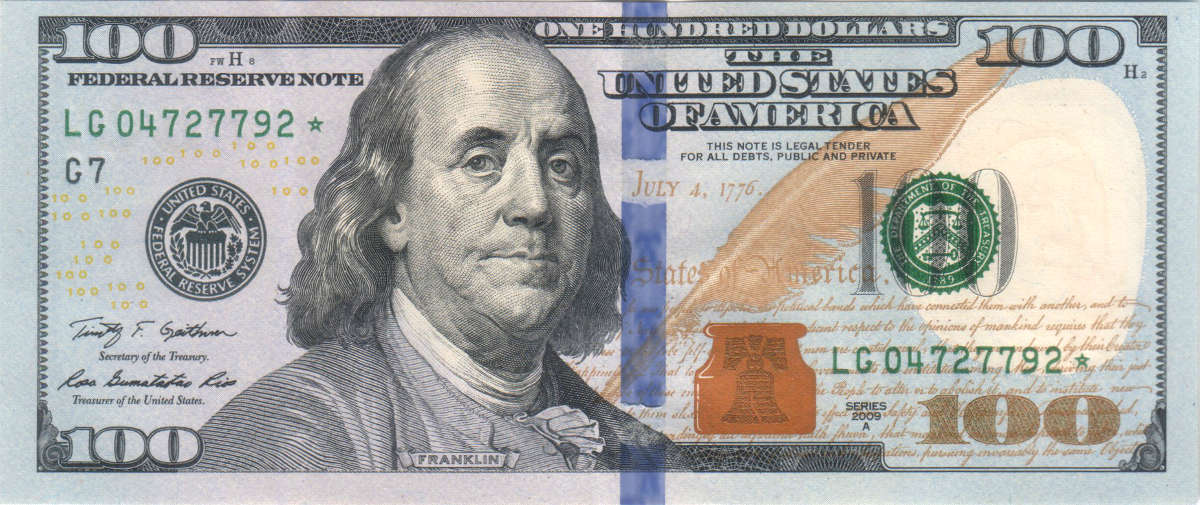
Bancnota de 100 de dolari a SUA, cea mai recunoscută monedă de rezervă din lume în formă fizică

Simboluri valutare ale celor mai răspândite patru valute de rezervă, S-D: dolar american, euro, yen japonez, liră sterlină

## Istorie
Monedele de rezervă au apărut și au dispărut odată cu evoluția ordinii geopolitice a lumii. Monedele internaționale din trecut au inclus (cu excepția celor discutate mai jos) drahma greacă, introdusă în secolul al V-lea î.Hr., denariiromani, solidus-ul bizantin și dinarul arab în evul mediu, și francul francez.
Ducatul venețian și florinul florentin au devenit monedele de aur preferate în Europa și în lumea arabă din secolele XIII-XVI, deoarece aurul era mai ușor de bătut decât argintul în dimensiuni standard și mai ușor de transportat pe distanțe lungi. Dolarul spaniol de argint a fost însă cel care a reprezentat prima monedă de rezervă adevărată recunoscută în Europa, Asia și America de Nord și de Sud din secolele XVI-XIX, datorită rezervelor abundente de argint din America Spaniolă .
În timp ce guldenul olandez era o monedă de rezervă de o amploare relativ mai mică, folosită în Europa și în teritoriile imperiului colonial olandez din secolele XVII-XVIII, era și o monedă standard de argint alimentată de producția minelor hispano-americane care alimentau cu metale prețioase Țările de Jos Spaniole. Olandezii, prin intermediul Amsterdam Wisselbank (Banca din Amsterdam), au fost, de asemenea, primii care au stabilit o monedă de rezervă a cărei unitate monetară a fost stabilizată folosind practici cunoscute băncilor centrale moderne (spre deosebire de dolarul spaniol stabilizat prin producția minelor americane și moneda fiduciară), strategia lor putând fi considerată o precursoare a politicii monetare moderne  .

Prin urmare, olandezii au fost văzuți drept model pentru banii băncilor și monedele de rezervă stabilizate de băncile centrale, odată cu înființarea Băncii Angliei în 1694 și a Băncii Franței în secolul al XIX-lea. Lira sterlină britanică, în special, era gata să elimine hegemonia dolarului spaniol, pe măsură ce restul lumii a trecut la aurul standard în ultimul sfert al secolului al XIX-lea. La acel moment, Regatul Unit era principalul exportator de bunuri manufacturate și servicii, iar peste 60% din comerțul mondial era facturat în lire sterline. Băncile britanice se extindeau și în străinătate; Londra a fost centrul mondial pentru piețele de asigurări și mărfuri, iar capitalul britanic a fost principala sursă de investiții străine în întreaga lume; lira sterlină a devenit curând moneda standard folosită pentru tranzacțiile comerciale internaționale.

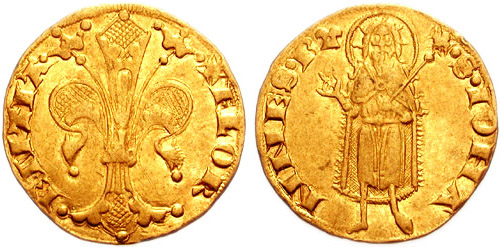
Florin florentin, 1347
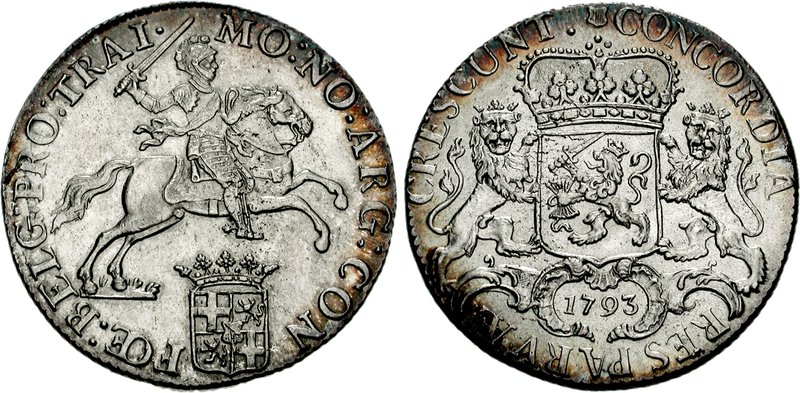
Ducaton⁠(d) de argint în valoare de 3-3,15 guldeni olandezi, 1793
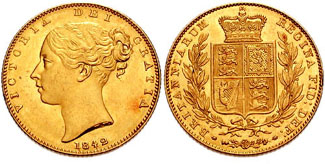
Suveran (monedă de 1 GBP) al reginei Victoria, 1842
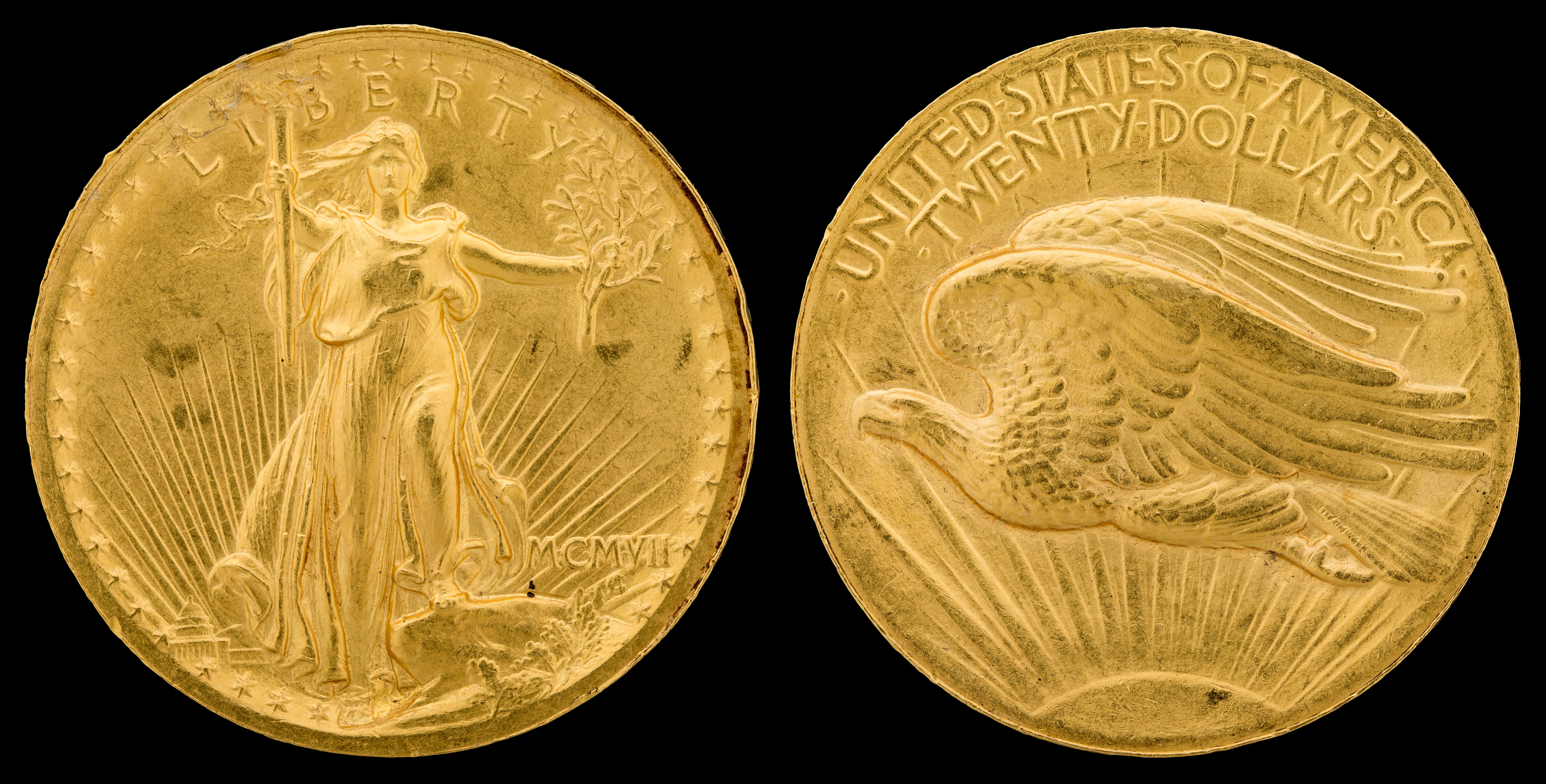
Vultur dublu⁠(d) american (monedă de aur de 20 USD), 1907

În perioada interbelică s-a încercat restabilirea standardului de aur. Actul British Gold Standard a reintrodus standardul de lingouri de aur în 1925,  urmat de multe alte țări. Acest lucru a dus la o stabilitate relativă, urmată de deflație, dar din cauza debutului Marii Depresiuni și a altor factori, comerțul global a scăzut foarte mult și standardul aur a scăzut. Atacurile speculative asupra lirei sterline au forțat Marea Britanie să renunțe complet la standardul aur în anul 1931.  .

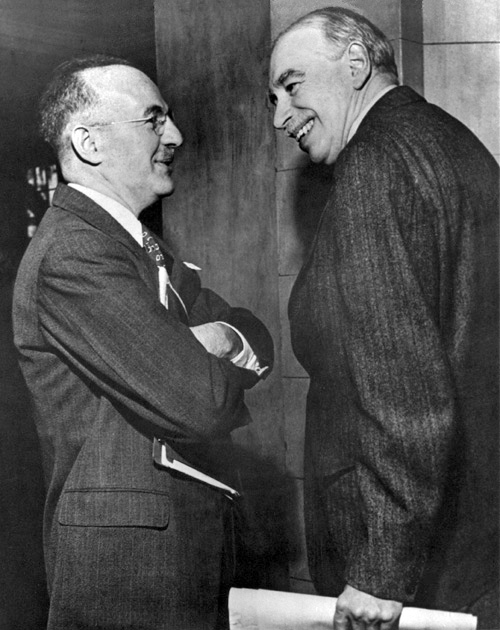
John Maynard Keynes (dreapta) și Harry Dexter White au ajutat la elaborarea prevederilor sistemului financiar postbelic. Aici se întâlnesc la întâlnirea inaugurală a Fondului Monetar Internațional, 1946.

După cel de-al Doilea Război Mondial, sistemul financiar internațional a fost guvernat de un acord oficial, sistemul Bretton Woods . În cadrul acestui sistem, dolarul american (USD) a fost plasat în mod deliberat ca ancoră a sistemului, guvernul SUA garantând altor bănci centrale că își pot vinde rezervele în dolari americani printr-o rată fixă la aur .
La sfârșitul anilor 1960 și începutul anilor 1970, sistemul a suferit eșecuri, aparent, din cauza problemelor semnalate de dilema Triffin - conflictul de interese economice care apare între obiectivele interne pe termen scurt și obiectivele internaționale pe termen lung atunci când o monedă națională servește și ca o monedă de rezervă mondială.
În plus, în 1971, președintele Richard Nixon a suspendat convertibilitatea dolarului american în aur, creând astfel un sistem monetar de rezervă global complet fiat. Cu toate acestea, aurul a persistat ca activ de rezervă semnificativ de la prăbușirea etalonului-aur clasic..

În urma recesiunii economice din 2020, FMI si-a spus părerea în legătură cu apariția „unui nou moment Bretton Woods”, care ar putea implica necesitatea unui nou sistem de rezerve valutare global (vezi mai jos: § Solicită o monedă de rezervă alternativă ) .

## Rezervele valutare mondiale
FMI publică în mod regulat Compoziția valutară agregată a rezervelor valutare (COFER) . Rezervele țărilor și instituțiilor raportoare individuale sunt confidențiale . Astfel, următorul tabel este o statistică limitată asupra rezervelor valutare globale care se ocupă numai cu rezervele alocate:
|                           | 2021 | 2020   | 2019   | 2018   | 2017   | 2016   | 2015   | 2014   | 2013   | 2012   | 2011   | 2010   | 2009   | 2008   | 2007   | 2006   | 2005   | 2004   | 2003   | 2002   | 2001   | 2000   | 1995   | 1990   | 1985   | 1980   | 1975   | 1970   | 1965   |
| Dolar american            | 58.81% | 58.92% | 60.75% | 61.76% | 62.73% | 65.36% | 65.73% | 65.14% | 61.24% | 61.47% | 62.59% | 62.14% | 62.05% | 63.77% | 63.87% | 65.04% | 66.51% | 65.51% | 65.45% | 66.50% | 71.51% | 71.13% | 58.96% | 47.14% | 56.66% | 57.88% | 84.61% | 84.85% | 72.93% |
| Euro (până la 1999 - ECU) | 20.64% | 21.29% | 20.59% | 20.67% | 20.17% | 19.14% | 19.14% | 21.20% | 24.20% | 24.05% | 24.40% | 25.71% | 27.66% | 26.21% | 26.14% | 24.99% | 23.89% | 24.68% | 25.03% | 23.65% | 19.18% | 18.29% | 8.53%  | 11.64% | 14.00% | 17.46% |        |        |        |
| Marca germană             | |        |        |        |        |        |        |        |        |        |        |        |        |        |        |        |        |        |        |        |        |        | 15.75% | 19.83% | 13.74% | 12.92% | 6.62%  | 1.94%  | 0.17%  |
| Yenul japonez             | 5.57% | 6.03%  | 5.87%  | 5.19%  | 4.90%  | 3.95%  | 3.75%  | 3.54%  | 3.82%  | 4.09%  | 3.61%  | 3.66%  | 2.90%  | 3.47%  | 3.18%  | 3.46%  | 3.96%  | 4.28%  | 4.42%  | 4.94%  | 5.04%  | 6.06%  | 6.77%  | 9.40%  | 8.69%  | 3.93%  | 0.61%  |        |        |
| Lira sterlină             | 4.78% | 4.73%  | 4.64%  | 4.43%  | 4.54%  | 4.35%  | 4.71%  | 3.70%  | 3.98%  | 4.04%  | 3.83%  | 3.94%  | 4.25%  | 4.22%  | 4.82%  | 4.52%  | 3.75%  | 3.49%  | 2.86%  | 2.92%  | 2.70%  | 2.75%  | 2.11%  | 2.39%  | 2.03%  | 2.40%  | 3.42%  | 11.36% | 25.76% |
| Yuan chinezesc            | 2.79% | 2.29%  | 1.94%  | 1.89%  | 1.23%  | 1.08%  |        |        |        |        |        |        |        |        |        |        |        |        |        |        |        |        |        |        |        |        |        |        |        |
| Dolar canadian            | 2.38% | 2.08%  | 1.86%  | 1.84%  | 2.03%  | 1.94%  | 1.77%  | 1.75%  | 1.83%  | 1.42%  |        |        |        |        |        |        |        |        |        |        |        |        |        |        |        |        |        |        |        |
| Franc francez             | |        |        |        |        |        |        |        |        |        |        |        |        |        |        |        |        |        |        |        |        |        | 2.35%  | 2.71%  | 0.58%  | 0.97%  | 1.16%  | 0.73%  | 1.11%  |
| Dolar australian          | 1.81% | 1.83%  | 1.70%  | 1.63%  | 1.80%  | 1.69%  | 1.77%  | 1.59%  | 1.82%  | 1.46%  |        |        |        |        |        |        |        |        |        |        |        |        |        |        |        |        |        |        |        |
| Franc elvețian            | 0.20% | 0.17%  | 0.15%  | 0.14%  | 0.18%  | 0.16%  | 0.27%  | 0.24%  | 0.27%  | 0.21%  | 0.08%  | 0.13%  | 0.12%  | 0.14%  | 0.16%  | 0.17%  | 0.15%  | 0.17%  | 0.23%  | 0.41%  | 0.25%  | 0.27%  | 0.33%  | 0.84%  | 1.40%  | 2.25%  | 1.34%  | 0.61%  |        |
| Gulden olandez            | |        |        |        |        |        |        |        |        |        |        |        |        |        |        |        |        |        |        |        |        |        | 0.32%  | 1.15%  | 0.78%  | 0.89%  | 0.66%  | 0.08%  |        |
| Alte valute               | 3.01% | 2.65%  | 2.51%  | 2.45%  | 2.43%  | 2.33%  | 2.86%  | 2.83%  | 2.84%  | 3.26%  | 5.49%  | 4.43%  | 3.04%  | 2.20%  | 1.83%  | 1.81%  | 1.74%  | 1.87%  | 2.01%  | 1.58%  | 1.31%  | 1.49%  | 4.87%  | 4.89%  | 2.13%  | 1.29%  | 1.58%  | 0.43%  | 0.03%  |
|                           | Sursa: Compoziția mondială a rezervelor valutare oficiale în valută conform Fondului Monetar Internațional |        |        |        |        |        |        |        |        |        |        |        |        |        |        |        |        |        |        |        |        |        |        |        |        |        |        |        |        |

Compoziția procentuală a monedelor din rezervele valutare oficiale din 1995 până în 2021.

## Teorie
Economiștii dezbat dacă o valută de rezervă unică va domina întotdeauna economia globală. Mulți au susținut recent că o monedă va domina aproape întotdeauna, din cauza externalităților de rețea (numite uneori „efectul de rețea”), în special în domeniul facturării comerțului și al denominării titlurilor de creanță străine, lucru ce denotă faptul că există stimulente puternice pentru a se conforma alegerii care domină piața. Argumentul este că în absența unor șocuri suficient de mari, o monedă care domină piața nu va pierde mult teren în fața competitorilor.
Cu toate acestea, unii economiști, precum Barry Eichengreen, susțin că ideea nu își păstrează aceeași valoare de adevăr când vine vorba de denumirea rezervelor oficiale, deoarece externalitățile rețelei nu sunt puternice. Atâta timp cât piața valutară este suficient de lichidă, beneficiile diversificării rezervelor sunt puternice, deoarece asigură împotriva pierderilor mari de capital. Implicația este că lumea ar putea în curând să înceapă să se îndepărteze de un sistem financiar dominat în mod unic de dolarul american. În prima jumătate a secolului al XX-lea, mai multe monede au împărtășit statutul de monede de rezervă primare. Deși lira sterlină britanică a fost cea mai mare monedă, atât francul francez, cât și marca germană au împărțit mari porțiuni din piață până la Primul Război Mondial, după care marca a fost înlocuită de dolar. Începând cu cel de-al Doilea Război Mondial, dolarul a dominat rezervele oficiale, dar aceasta este probabil un rezultat al dominației neobișnuite a economiei americane în această perioadă, precum și a descurajării oficiale a statutului de rezervă din partea potențialilor rivali, Germania și Japonia.
Moneda de rezervă primordială este aleasă în general de comunitatea bancară pentru puterea și stabilitatea economiei în care este utilizată. Astfel, pe măsură ce o monedă devine mai puțin stabilă, sau economia ei devine mai puțin dominantă, bancherii o pot abandona în timp pentru o monedă emisă de o economie mai mare sau mai stabilă. Acest lucru poate dura o perioadă de timp, relativ lungă, deoarece recunoașterea este importantă în determinarea unei monede de rezervă. De exemplu, au trecut mulți ani până ce Statele Unite au depășit Regatul Unit preluând statutul de cea mai mare economie din lume înainte ca dolarul să depășească lira sterlină ca monedă de rezervă dominantă la nivel mondial . În 1944, când dolarul american a fost ales ca monedă de referință mondială la Bretton Woods, era doar a doua monedă din rezervele globale .
De asemenea, G8 emite frecvent declarații publice cu privire la cursurile de schimb. În trecut, datorită Acordului de la Plaza, organismele predecesoare ale acestuia puteau manipula direct cursurile  de schimb pentru a inversa deficitele comerciale mari.

## Rezerve valutare majore

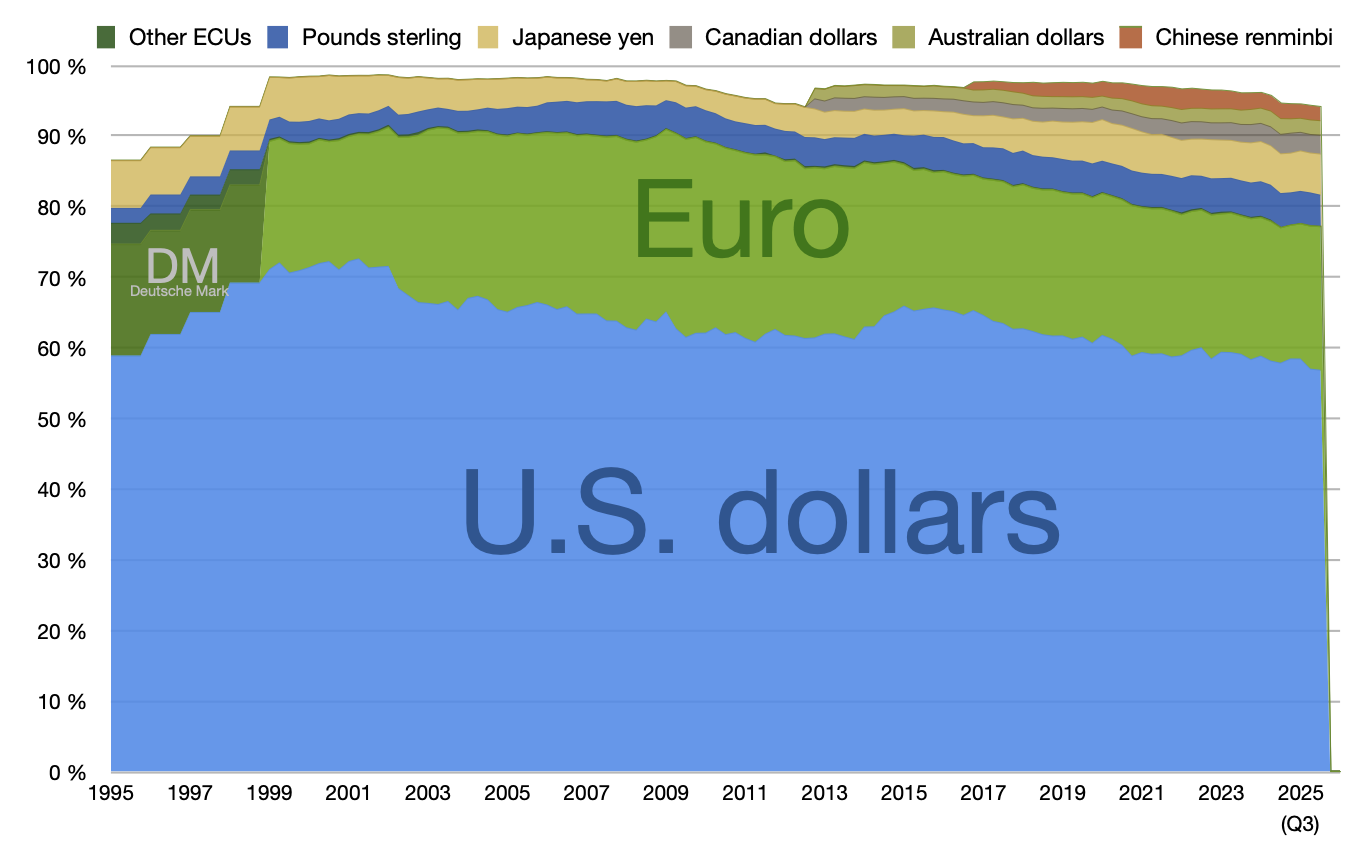
Distribuția globală a rezervelor de monede

### Dolarul american
Dolarul american este cea mai deținută monedă din rezervele alocate, reprezentând aproximativ 61% din rezervele valutare internaționale, fapt ce ajută Statele Unite să deruleze o înregistrare eficientă a deficitelor comerciale mai mari, cu impact economic mult amânat sau chiar cu amânarea unei crize valutare. Rezervele băncii centrale în dolari americani sunt însă mici în comparație cu deținerile private cu astfel de datorii. În cazul în care deținătorii de active denominate în dolari, din afara Statelor Unite ar decide să transfere bunurile către active denominate în alte valute, atunci ar putea exista consecințe grave pentru economia americană. Schimbările de acest tip sunt rare și, de obicei, schimbările au loc treptat, în timp, iar piețele implicate se adaptează în consecință .
Cu toate acestea, dolarul american rămâne in continuare moneda de rezervă preferată datorită stabilității sale și a  activelor precum titlurile de stat ale Trezoreriei Statelor Unite, datorită atât și anvergurii cât și a lichidității .
Statutul dolarului american în cadrul rezervelor mondiale este adesea pus sub semnul întrebării din cauza ponderii tot mai mari a rezervelor nealocate și din cauza îndoielii cu privire la stabilitatea dolarului pe termen lung     . Cu toate acestea, în urma crizei financiare, ponderea dolarului în schimburile valutare din lume a crescut ușor de la 85% în 2010 la 87% în 2013 .
Rolul dolarului ca monedă de rezervă incontestabilă a lumii permite Statelor Unite să impună sancțiuni unilaterale împotriva acțiunilor întreprinse între alte țări, de exemplu amenda americană împotriva BNP Paribas pentru încălcarea sancțiunilor SUA care nu erau legi ale Franței sau ale celorlalte țări implicate în tranzacții . În 2014, China și Rusia au semnat un acord de 150 de miliarde de yuani cu banca centrală de schimb de lichidități pentru a evita sancțiunile europene și americane asupra comportamentelor lor .

### Euro
În prezent, euro este a doua monedă de rezervă cea mai deținută, reprezentând aproximativ 21% din rezervele internaționale de valută. După al Doilea Război Mondial și refacerea economiei germane, marca germană a câștigat statutul de a doua cea mai importantă monedă de rezervă după dolarul american. Când euro a fost introdus pe data de 1 ianuarie 1999, înlocuind marca, francul francez și alte zece monede europene, a dobândit statutul de monedă de rezervă majoră de la Marcă. De atunci, contribuția sa la rezervele oficiale a crescut continuu, pe măsură ce băncile încearcă să-și diversifice rezervele, iar comerțul din zona euro continuă să se extindă .
După ce ponderea euro în rezervele valutare oficiale la nivel mondial s-a apropiat de 25% la sfârșitul anului 2006 (față de 65% pentru dolarul american; vezi tabelul de mai sus), unii experți au prezis că euro ar putea înlocui dolarul ca principală monedă de rezervă, la nivel mondial. Vezi Alan Greenspan, 2007 , și Frankel, Chinn (2006), care a explicat cum se poate întâmpla până în 2020  . Cu toate acestea, din 2022, nimic din toate acestea nu s-a realizat din cauza crizei datoriilor europene care a cuprins țările PIIGS din 2009 până în 2014. În schimb, stabilitatea și existența viitoare a monedei euro au fost puse la îndoială, iar ponderea sa din rezervele globale a fost redusă la 19% până la sfârșitul anului 2015 (față de 66% pentru USD). La sfârșitul anului 2020, aceste cifre sunt de 21% pentru EUR și 59% pentru USD.

## Alte rezerve valutare

### Guldenul neerlandez
Guldenul neerlandez a fost moneda de rezervă de facto în Europa în secolele al XVII-lea și al XVIII-lea  .

### Lira sterlină
Lira sterlină a Regatului Unit a fost principala monedă de rezervă a unei mari părți a lumii în secolul al XIX-lea și prima jumătate a secolului al XX-lea . Acest statut a încetat atunci când Marea Britanie aproape că a dat faliment luptând în timpul Primului Război Mondial  și al celui de-al Doilea Război Mondial , iar locul său a fost luat de dolarul american.
În anii 1950, 55% din rezervele mondiale erau încă deținute în lire sterline; dar ponderea a scăzut cu 10% în decurs a 20 de ani  .
Înființarea Sistemului Federal de Rezerve al SUA în 1913 și vidul economic de după războaiele mondiale au facilitat apariția Statelor Unite ca superputere economică .
La data de 30 septembrie 2021 , lira sterlină reprezenta a patra cea mai mare proporție (după valoarea echivalentă în dolari americani) din rezervele valutare și 4,78% din aceste rezerve.

### Yenul japonez
Yenul japonez face parte din evaluarea drepturilor speciale de tragere (DST) ale Fondului Monetar Internațional (FMI). Valoarea valutei DST este stabilită zilnic de FMI, pe baza cursurilor de schimb ale valutelor care alcătuiesc coșul, cotate la prânz pe piața din Londra. Coșul de evaluare este revizuit și ajustat la fiecare cinci ani .
Valorile DST și conversia în yen pentru achizițiile guvernamentale sunt utilizate de Organizația Japoniei a Comerțului Extern pentru achizițiile oficiale ale Japoniei în comerțul internațional .

### Francul elvețian
Francul elvețian, în ciuda faptului că a câștigat teren în rândul rezervelor mondiale de valută  și că este adesea utilizat în denominarea împrumuturilor externe,  nu poate fi considerat o monedă de rezervă mondială, deoarece ponderea tuturor rezervelor valutare deținute în franci elvețieni a fost, din punct de vedere istoric, cu mult sub 0,5%. Cu toate acestea, rulajul zilnic al francului pe piața de tranzacționare s-a clasat pe locul al cincilea, adică aproximativ 3,4%, între toate monedele într-un sondaj realizat în 2007 de Banca Reglementelor Internaționale .

### Dolarul canadian
Un număr de bănci centrale (și bănci comerciale) păstrează dolarii canadieni ca monedă de rezervă. În economia Americii, dolarul canadian joacă un rol similar cu cel jucat de dolarul australian (AUD) în regiunea Asia-Pacific⁠(d). Dolarul canadian (ca monedă de rezervă regională pentru sistemul bancar) a fost o parte importantă a economiilor și a sistemelor financiare ale statelor britanice, franceze și olandeze din Caraibe încă din anii 1950 . De asemenea, dolarul canadian este deținut de multe bănci centrale din America Centrală și America de Sud. Este deținut în America Latină din cauza remitențelor și a comerțului internațional din regiune .
Întrucât principala relație de comerț exterior a Canadei este cu Statele Unite, consumatorii canadieni, economiștii și multe întreprinderi definesc și apreciază dolarul canadian în principal în funcție de dolarul american. Astfel, prin observarea modului în care dolarul canadian fluctuează în raport cu dolarul american, economiștii din domeniul schimburilor valutare pot observa indirect comportamente și modele interne ale economiei americane care nu ar putea fi observate prin observare directă. De asemenea, pentru că este considerat un petrodolar, dolarul canadian a evoluat complet într-o monedă de rezervă globală începând cu anii '70, când a fost plasat în raport cu toate celelalte monede mondiale.
În perioada 2013-2017, dolarul canadian a ocupat locul al cincilea în clasamentul rezervelor valutare din lume, depășind dolarul australian, fiind însă depășit apoi de yuanul chinezesc .

## Solicitările cu privire la crearea unei monede de rezervă alternative
John Maynard Keynes a propus Bancor⁠(d), o monedă supranațională care să fie folosită ca unitate de cont în comerțul internațional, ca monedă de rezervă în cadrul Conferinței de la Bretton Woods din 1945. Bancor-ul a fost respins în favoarea dolarului american .
Un articol publicat de Conferința Națiunilor Unite pentru Comerț și Dezvoltare în 2010, a solicitat renunțarea la dolarul american ca monedă de rezervă unică și principală. În loc să se bazeze pe o singură monedă sau pe mai multe monede naționale pentru un sistem financiar global mai stabil, afirmă raportul, în schimb, să se emită lichidități internaționale. 
Țări precum Rusia și China, băncile centrale și analiștii și grupurile economice, cum ar fi Consiliul de Cooperare din Golf, și-au exprimat dorința de a vedea o nouă monedă independentă care să înlocuiască dolarul ca monedă de rezervă. Cu toate acestea, este recunoscut faptul că dolarul american rămâne cea mai puternică monedă de rezervă .
La 10 iulie 2009, președintele rus Medvedev a propus o nouă „ monedă mondială ” la summitul G8 de la Londra ca monedă de rezervă alternativă pentru a înlocui dolarul .
La începutul secolului al XXI-lea, aurul și țițeiul erau încă cotate în dolari, ceea ce contribuie la exportul de inflație și a adus plângeri cu privire la politicile OPEC de gestionare a cotelor de petrol pentru a menține stabilitatea prețurilor în dolari . 

### Drepturi speciale de tragere
Unii au propus utilizarea drepturilor speciale de tragere (DST) ale Fondului Monetar Internațional (FMI) ca rezervă. Valoarea DST-urilor este calculată dintr-un set de valute internaționale principale stabilite de FMI, care, în 2016, era format din dolarul american, euro, renminbi, yenul și lira sterlină .
Înaintea unui summit G20 din 2009, China a distribuit un document care propunea utilizarea DST pentru compensarea plăților internaționale și, în cele din urmă, ca monedă de rezervă pentru a înlocui dolarul american .
La 3 septembrie 2009, Conferința Națiunilor Unite pentru Comerț și Dezvoltare (UNCTAD) a publicat un raport în care se solicita o nouă monedă de rezervă bazată pe DST, gestionată de o nouă bancă de rezervă mondială . FMI a publicat un raport în februarie 2011, în care afirmă că utilizarea DST „ar putea contribui la stabilizarea sistemului financiar mondial”.

#### Yuanul chinezesc
Yuanul chinez a devenit oficial o activă valutară suplimentară de la 1 octombrie 2016 . Acesta reprezintă 10,92% din componența coșului valutar DST al FMI  . Yuanul chinezesc este a treia monedă de rezervă după dolarul american și euro în coșul de valute din DST . DST în sine reprezintă doar o fracțiune minusculă din rezervele valutare globale .